# Concha y Toro
 (août 2020).
Si vous disposez d'ouvrages ou d'articles de référence ou si vous connaissez des sites web de qualité traitant du thème abordé ici, merci de compléter l'article en donnant les références utiles à sa vérifiabilité et en les liant à la section « Notes et références ».

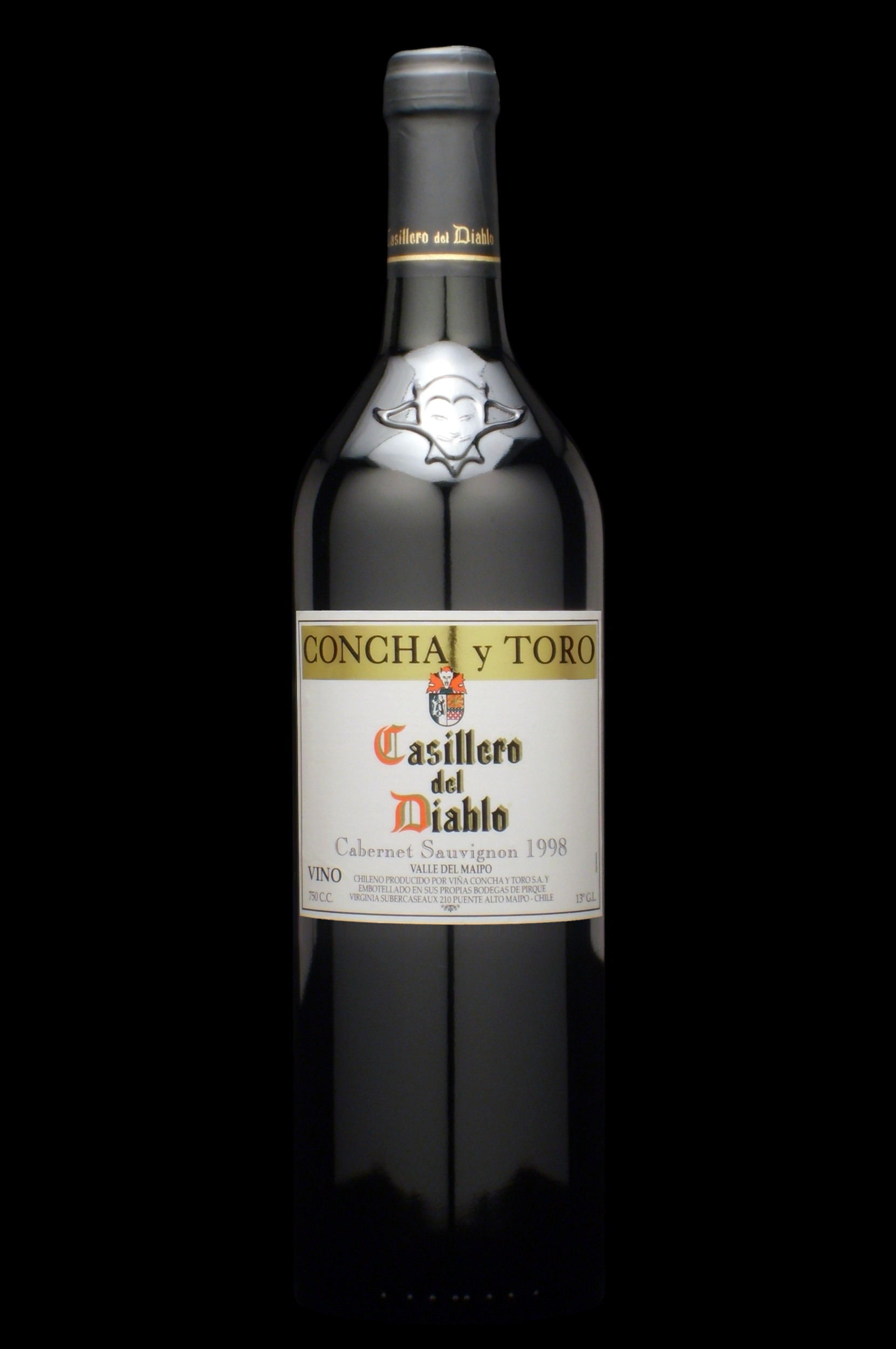
Une bouteille de Casillero del Diablo rouge en cabernet sauvignon.

Concha y Toro est une entreprise chilienne, productrice et exportatrice de vins. Le domaine Concha y Toro a été fondé en 1883 par Don Melchor de Concha y Toro.
La vigne Concha y Toro est la plus grande du Chili et est actuellement contrôlée par les familles Guilisasti et Larrain. L'entreprise représente 30 % du marché intérieur chilien et 32 % des exportations chiliennes de vin. 70 % de ses ventes se font à l'étranger, dans près de 110 pays.
Elle possède des vignes dans les principales vallées productrices chiliennes, ainsi qu'en Argentine.
Un de ses vins les plus célèbres est le Casillero del Diablo (trois rouges : le cabernet sauvignon, le carménère, le merlot ; deux blancs : le chardonnay, le sauvignon blanc ; un rosé : la syrah).

## Histoire
En 1883, Don Melchor de Concha y Toro (1833–1892)  décide de se lancer dans la production de vin en plantant un vignoble dans la vallée du Maipo. Les ceps de vigne sont d'origine bordelaise, et le premier œnologue était aussi français: Pierre-Paul Labuchelle.

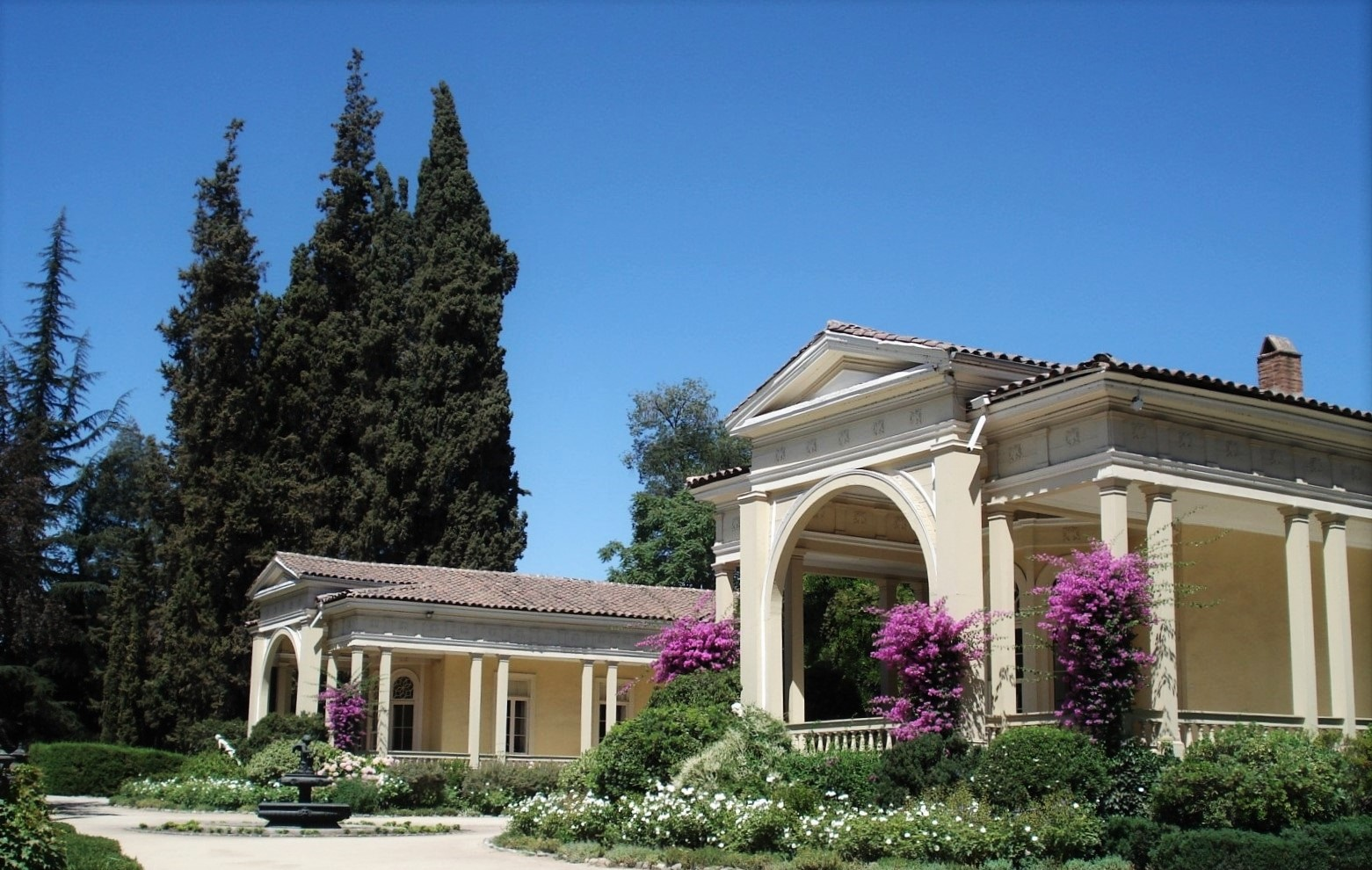
Villa Concha y Toro, Pirque

La maison qu'il avait construite en 1875 pour vivre au côté de sa femme est de pur type chilien avec des ajouts d'architecture française. Elle se visite aujourd'hui, de même que ses jardins, les vignes et les caves. Elle est située à Pirque, au Sud de Santiago du Chili.
Le 15 avril 2019, le groupe britannique d'alcool Diageo modifie son contrat de distribution local au Chili et remplace la société Concha y Toro par les deux embouteilleurs de Coca-Cola, Coca-Cola Andina et Coca-Cola Embonor.

## Prix et reconnaissance
En 2003, la revue Wine Spectator a donné une note de 96 sur 100 au vin Don Melchor[réf. nécessaire]